# 요아킴 호센펠더
요아킴 호센펠더(Joachim Hossenfelder, 1899년 4월 29일 - 1976년 6월 28일)은 독일의 개신교 신학자였다.